# Music Sounds Better with You
"Music Sounds Better with You" este singura piesă a trio-ului francez Stardust, lansată pe 20 iulie 1998. Trupa era alcătuită din Thomas Bangalter (unul dintre cei doi membri ai Daft Punk), DJ-ul Alan Braxe, și vocalistul Benjamin Diamond; s-au despărțit după lansarea piesei, fiecare continuându-și carierele muzicale individuale.

## Înregistrarea
La mijlocul anilor 1990, DJ-ul Alan Braxe l-a întâlnit pe Thomas Bangalter și i-a oferit acestuia un demo al piesei sale "Vertigo"; Bangalter a lansat piesa sub casa lui de discuri Roulé în 1997. După lansare, Braxe a interpretat această piesă la Rex Club în Paris, cu Bangalter la claviatură, iar prietenul lui, Braxe Benjamin Diamond, la voce. Cei trei compun prima versiune a melodiei "Music Sounds Better with You" pentru spectacol, folosind un eșantion buclat din "Fate" a cântăreței Chaka Khan cu ajutorului unui sampler E-mu SP-1200.
După spectacol, trio-ul a început lucrul la studioul lui Bangalter, Daft House. Au adăugat o linie de bas folosind un sintetizator Korg Trident, tobe cu un Roland TR-909 și sunete de pian Rhodes. Grupul a utilizat un Ensoniq ASR-10 pentru a declanșa diferite secțiuni ale piesei, fiecare fiind atribuite câte unei taste. Vocea lui Diamond a fost comprimată cu ajutorul unui Alesis 3630. Versurile au fost scrise de toți cei trei membri; piesa având inițial mai multe versuri, care au fost mai târziu șterse. Diamond considera că numărul mic de versuri era „ca o mantră ... ceva ce toată lumea putea înțelege”. Braxe a reamintit trio-ul ascultând piesa finită: „Eram foarte fericiți deoarece am simțit că am obținut ceva original și destul de nou în forma sa”. 

## Lansarea
"Music Sounds Better with You" a fost lansat ca single pe vinil sub casa de discuri Roulé la începutul anului 1998. Potrivit lui Braxe, piesa i-a făcut confuzi pe fanaticii cluburilor din Paris:  "Nu a durat mult timp ca oamenii să înțeleagă structura piesei și să înceapă să danseze pe ea, dar reacția primei ascultări a fost: 'Ce-i asta?' ".
Single-ul a fost destinat DJ-urilor, dar cererea a crescut după ce au fost distribuite copii la Conferința de Iarnă de Muzică de la Miami din 1998. Potrivit co-managerului lui Roulé, Gildas Loaec, DJ-ul postului BBC Radio 1 Pete Tong a fost primul DJ care a pus piesa la radio. Loaec și Diamond au spus că Roulé a vândut între 250.000 și 400.000 de exemplare.  Bangalter nu era încântat de presiunea și atenția pe care le-a adus single-ul, deoarece casa lui de discuri "trebuia să fie un hobby, o platformă creativă". 
Stardust a oferit single-ul casei de discuri Virgin Records, care a vândut peste două milioane de exemplare în toată lumea atât pe disc cât și pe CD. A fost în fruntea clasamentelor din Grecia și Spania, și a ajuns în top 10 în cel puțin alte nouă țări.  A primit certificarea de platină în Australia și Regatul Unit, de aur în Belgia și de argint în Franța. În Statele Unite, acesta a ajuns fruntaș în Dance Club Songs și și-a păstrat poziția timp de două săptămâni.  

## Videoclipul
Videoclipul piesei a fost regizat de Michel Gondry. În videoclip, un băiat construiește o machetă de avion, în timp ce membrii Stardust, îmbrăcați în costume metalice și cu fețe vopsite argintiu, cântă la televizor. DJ Mag a descris videoclipul ca fiind "fermecător" și "ca de vis". Jonny Coleman a scris pentru site-ul Insomniac că videoclipul "ajută la întărirea noțiunii că tot acest concept Stardust ar trebui să existe într-un alt spațiu liminal familiar, dar străin, ceva fantomatic, dar încă cald și primitor". 

## Recepția critică
John Bush de la AllMusic a descris "Music Sounds Better with You" ca "unul dintre cele mai irezistibile single-uri dance ale deceniului".
Pitchfork a pus "Music Sounds Better with You" pe locul 46 în clasamentul de cele mai bune melodii ale anilor '90, și a inclus-o în The Pitchfork 500, o carte care compune cele mai importante melodii din 1977 până în 2008. În 2001, Mixmag a numit-o a 11-a cea mai importantă melodie de dans din toate timpurile iar în 2013 a numit-o a șasea. În 2018, Mixmag l-a inclus în lista "Vocal House: The 30 All-Time Biggest Anthems". În 2012, Porcys l-a considerat cel mai mare single al deceniului. În 2017, BuzzFeed a pus piesa pe poziția 72 în lista "101 cele mai importante melodii de dans din anii '90".

## Urmarea
Potrivit Billboard, Virgin i-a oferit lui Bangalter 3 milioane de dolari pentru a produce un album Stardust.  Grupul a înregistrat mai multe demo-uri, dar a decis să păstreze proiectului Stardust o singură melodie. Braxe a declarat că nu există planuri de lansare a demo-urilor, spunând: "Cred că oferă înregistrării o magie aparte și un mister”.  În afară de interpretarea lor la Rex Club, Stardust a cântat o singură dată timp de 30 de minute la festivalul Borealis din Montpellier, Franța. 
Diamond și Braxe și-au reluat carierele solo; Diamond a spus că i-a fost greu să se întoarcă la stilul său de muzică după Stardust, iar casa de discuri Sony l-a presat să lanseze mai multă muzică precum "Music Sounds Better with You". Bangalter a continuat să lanseze muzică în Daft Punk împreună cu partenerul său Guy-Manuel de Homem-Christo. Daft Punk a inclus "Music Sounds Better with You" pe discul bonus al albumului Alive 2007.
În 2011, piesa a fost eșantionată de trupa americană Big Time Rush. Versurile au fost folosite ca refren pentru o melodie cu același nume. Melodia este regăsită în jocul video Grand Theft Auto V, pe postul Non-Stop Pop FM. În 2018, Stardust a remasterizat piesa pentru aniversarea de 20 de ani de la lansare. Aceasta a fost reeditată de casa de discuri independentă Because Music și adăugată ulterior pe platforme de streaming.